# Frédéric Bihel
Pour l’article homonyme, voir Bihel.
Frédéric Bihel est illustrateur et auteur de bande dessinée né à Évreux en 1965.

## Biographie
Frédéric Bihel a suivi les cours de l'académie Charpentier puis de l'école des Beaux Arts de Paris. Il se spécialise un temps dans le dessin réaliste de bandes dessinées historiques, principalement à destination d'un lectorat adolescent et adulteavant de commencer à scénariser lui-même ses albums et s'orienter vers une forme de récit mêlant réalisme et imaginaire.
Collaborations
Il publie son premier album La Quête de la fille aux cheveux d'or en 1991, selon un scénario de Xavier Josset, avec une participation pour les couleurs et la documentation de Maurice Pommier.
Entre 1994 et 2006, il travaille sur plusieurs séries historiques et fantastiques chez Glénat Les Héritiers du soleil scénariste Didier Convard pour les  tomes 6 à 12 (il scénarise lui-même le 13e tome), Malienda scénaristes Thomas Mosdi et Xavier Josset, Le Secret de l'Arche scénarisé par Samuel R.
En 2008, il publie Exauce-nous (Futuropolis), scénario de Pierre Makyo, l'histoire d'un amnésique au Mans et à La Chartre-sur-le-Loir. L'auteur a mené un reportage photographique en amont.
En 2013, lors du festival de bande dessinée Normandiebulle, les détenus d'établissement pénitentiaires de la région attribuent le prix « Hors les murs » à Tout sauf l'amour de Pierre Makyo et Frédéric Bihel.
Avec Jean-François Charles et Maryse Charles au scénario, il illustre L'afghan : Massoud puis la série Africa Dreams, qui « porte sur l'histoire du Congo belge » et dont les quatre tomes paraissent entre 2010 et 2016. Ce récit « dessine sa face sombre » des actions de Léopold II au Congo belge.
Il collabore avec Stéphane Piatzszek pour L'Or, dont le premier tome paraît en 2014 et qui compte quatre tomes publiés entre 2014 et 2017.
Claude Gendrot, son éditeur chez Futuropolis, lui propose ensuite une collaboration avec Sylvain Venayre sur un roman graphique reprenant le thème des Trois Mousquetaires. Cette collaboration est publiée sous le titre Milady ou le Mystère des mousquetaires publié chez Futuropolis en 2019.
Il collabore à nouveau en 2019 avec Pierre Makyo au scénario pour publier aux éditions Delcourt Malaurie, l'appel de Thulé.
Enseignement et commissariat d'exposition
À partir de 2005, il devient professeur à la Maison des Arts d'Évreux, où il anime des ateliers dessin, Bd et illustration. Il exerce également parfois au sein de cette structure la fonction de commissaire d'exposition et a monté dans ce cadre plusieurs expositions sur la BD et l'illustration : Edmond Baudoin, Alain Dodier, Aude Samama et Frédéric Bihel, Xavier Coste et Thierry Murat. En mars 2024, il est commissaire d'une exposition sur Martine Bourre à la Maison des arts d'Evreux.
Scénariste
Frédéric Bihel commence à scénariser lui-même ses albums en 2022 en adaptant le roman d'Anne-Laure Bondoux Tant que nous sommes vivants chez Futuropolis. Il publie en 2023 A la recherche de l'homme sauvage chez Delcourt, dont il a écrit le scénario et réalisé les dessins et la mise en couleur.
Son prochain ouvrage, autobiographique, Les Crayons édité chez Futuropolis sortira le 3 avril 2024.

## Œuvres
Sauf précision, Bihel est le dessinateur de ces albums et son ou ses coauteurs les scénaristes.
- La Quête de la fille aux cheveux d'or (d'après 'Tristan et Iseut), avec Xavier Josset, Le Lombard, coll. « Histoires et Légendes », 1991  (ISBN 2803609088).
- Les Héritiers du soleil, Glénat, coll. « Vécu » :

1. La Princesse endormie, avec Didier Convard, 1994 (ISBN 2-7234-1647-X).
2. L'Architecte immobile, avec Didier Convard, 1995  (ISBN 2-7234-1799-9).
3. Illusion, avec Didier Convard, 1996  (ISBN 2-7234-2003-5).
4. La Nuit de lumière 1 , avec Didier Convard,1997  (ISBN 2-7234-2229-1).
5. La Nuit de lumière 2, avec Thomas Mosdi, 1998  (ISBN 2-7234-2442-1).
6. Halija, avec Thomas Mosdi, 1999  (ISBN 2-7234-2692-0).
7. La Marque de Sekmet, avec Thomas Mosdi, 2000  (ISBN 2-7234-2952-0).
8. Les Enfants de l'ombre, 2002  (ISBN 2-7234-3736-1).

- Malienda, avec Xavier Josset et Thomas Mosdi, Glénat, coll. « Grafica » :

1. Mori-Dunonn, 2001  (ISBN 2-7234-3140-1).
2. Djouce, 2002  (ISBN 2-7234-3676-4).
3. Aïfé, 2003  (ISBN 2-7234-4115-6).

- Le Secret de l’Arche, avec Samuel R., Glénat, coll. « Vécu » :

1. Saül, 2004  (ISBN 2-7234-4165-2).
2. David, 2006  (ISBN 2-7234-5076-7).

- Rebelles, t. 4 : L’Afghan : Massoud, avec Maryse et Jean-François Charles, Casterman, 2006  (ISBN 2-203-39309-2).
- Exauce-nous, avec Makyo , Futuropolis, 2008  (ISBN 978-2-7548-0121-8).
- Africa Dreams (dessin), avec Maryse et Jean-François Charles (scénario), Casterman, coll. « Univers d'auteurs » :

1. L'Ombre du Roi, 2010  (ISBN 978-2-203-00547-1).
2. Dix volontaires sont arrivés enchaînés, 2012  (ISBN 978-2-203-03428-0).
3. Ce bon Monsieur Stanley, 2013  (ISBN 978-2-203-05820-0).
4. Un procès colonial, 2016  (ISBN 978-2-203-07931-1).

- Tout sauf l'amour, avec Makyo et Toldac, Futuropolis, 2013  (ISBN 978-2-7548-0281-9).
- L'Or, avec Stéphane Piatzszek, Futuropolis :

1. Issaïas ou le colibri, 2014  (ISBN 978-2-7548-0947-4).
2. Michel ou le tamanoir, 2015  (ISBN 978-2-7548-1130-9).
3. Lilo ou le jaguar, 2017  (ISBN 978-2-7548-1211-5).
4. Étienne ou le hibou, 2017  (ISBN 978-2-7548-1739-4).

- Malaurie, l'appel de Thulé  (avec Makyo), Éditions Delcourt, novembre 2019 (ISBN 978-2-7560-9591-2)[9].
- Milady ou le mystère des mousquetaires, avec Sylvain Venayre, Futuropolis, 2019  (ISBN 978-2-7548-2281-7)
- Tant que nous sommes vivants, Futuropolis, 2022, d'après le roman de Anne-Laure Bondoux.  (ISBN 9782754831666)
- À la recherche de l’Homme Sauvage, Éditions Delcourt, mars 2023 (ISBN 9782413039112).
- Les Crayons, éditions Futuropolis avril 2024